# دنیا کافی نیست (بازی ویدئویی)
بازی  جیمز باند: دنیا کافی نیست  (به انگلیسی: James Bond ۰۰۷: The World is Not Enough) از سری بازی‌های جیمز باند می‌باشد که در سال ۲۰۰۰ توسط یوروکام اینترتینمنت  برای کنسول نینتندو ۶۴، در همان سال توسط شرکت بلک آپس اینترتینمنت  برای کنسول پلی استیشن ۱ و یکسال بعد یعنی در سال ۲۰۰۱ نسخه‌ای از بازی توسط شرکت تو-اِن پروداکشنز  برای کنسول دستی گیم بوی کالر تولید گردید. تمام نسخه‌های این بازی توسط شرکت الکترونیک آرتز در سطح جهان منتشر گردید. این بازی دومین سری از بازی‌های جیمز باند بر روی نینتندو ۶۴ و سومین عنوان از این سری بر روی کنسول پلی استیشن ۱ و اولین عنوان جیمز باند برای کنسول دستی گیم بوی کالر می‌باشد.

## داستان بازی
داستان این بازی بر اساس فیلم معروف جیمز باند با همین نام که در سال ۱۹۹۹ میلادی ساخته شده‌است، طراحی گردیده. در این بازی جیمز باند (با نقش آفرینی پیرس برازنان) مأمور رسیدگی و تحقیق در مورد قتل یکی از سرمایه داران و حمله به خطوط لوله‌کشی یک شرکت نفتی انگلیسی می‌شود.

## گیم‌پلی
گیم پلی این بازی در نسخه‌های مختلف منتشر شده تفاوت‌هایی دارد، اما کلیات سری بازی‌های جیمز باند مانند مأموریت‌های انفرادی، استفاده از انواع ابزار و اسلحه‌های متنوع در هر سه نسخه این بازی مشترک است.

## اختلافات ویژه نسخه‌های بازی
- نینتندو ۶۴ : در این نسخه از بازی ۱۴ مأموریت با سه سطح دشواری متفاوت، برای انجام وجود دارد و گیم پلی بازی بسیار شبیه به بازی "چشم طلایی" ساخته شرکت "رِیر"[۵] می‌باشد. بعلت داشتن قابلیت بازی چند نفره در این نسخه، بازیباز می‌تواند با انجام مجدد بازی و آزاد نمودن مپ‌های جدید، اسکین‌های جدید و مدهای جدید جوایز ویژه این نسخه را بدست آورد.[۶]
- پلی استیشن ۱ : این نسخه از بازی بر خلاف ورژن نینتندو ۶۴ فقط ۱۱ مأموریت برای انجام دارد و نکته مهم اینکه تفاوت‌های بسیاری بین مراحل بازی در این دو نسخه وجود دارد. حتی مراحلی که از فیلم اصلی وام گرفته شده‌اند نیز دارای اسلحه‌ها و ابزارهای متفاوتی در این دو نسخه می‌باشد. ضمن اینکه در نسخه پلی استیشن ۱ قابلیت بازی چند نفره وجود ندارد. موتور این ورژن بازی بر اساس بازی مدال افتخار طراحی گردیده و بر خلاف نسخه نینتندو ۶۴ کیفیت صدا و موسیقی در این نسخه بسیار بالاتر و بهتر است.[۷]
- گیم بوی کالر : تفاوت‌های این نسخه با دو نسخه قبل زیاد است. از جمله گرافیک کاملاً دو بعدی که از نمای بالا ارائه می‌شود و محدودیت ۸ مرحله برای انجام بازی. نداشتن درجات سختی و نبود امکان بازی چند نفره در این نسخه وجود دارد.[۸]

## مشخصات فنی

گرافیک دوبعدی نسخه گیم بوی

- گرافیک : گرافیک نسخه‌های نینتندو ۶۴ و پلی استیشن ۱ این بازی به صورت کاملاً سه بعدی طراحی و ساخته شده ژانر بازی به صورت تیراندازی اول شخص می‌باشد. اما گرافیک نسخه گیم بوی کالر به دلیل محدودیت شدید امکانات این کنسول دستی، به صورت دو بعدی طراحی گردیده و ژانر این ورژن از بازی به صورت تیراندازی سوم شخص می‌باشد. (تصویر سمت راست)
- صدا و موسیقی : موسیقی استفاده شده در این بازی بر اساس تم معروف "جیمز باند" بازسازی شده‌است. موسیقی نسخه پلی استیشن ۱ به دلیل استفاده از سی دی و حجم بالاتر این فرمت ذخیره‌سازی، بسیار با کیفیت تر از نسخه‌های دیگر می‌باشد.
- امتیاز کلی : نسخه‌های مختلف این بازی امتیازهای متفاوتی از سایت‌های بازی دریافت کرده‌است . میانگین رنکینگ نسخه‌های مختلف این بازی به شرح زیر است :[۹]

| نینتندو ۶۴   | ۸۱٫۰۷ |
| پلی استیشن ۱ | ۶۷٫۷۸ |
| گیم بوی کالر | ۴۰    |

## متفرقه
نسخه‌های ویندوز و پلی استیشن ۲ این بازی نیز در سال ۲۰۰۰ قرار بود ساخته شود که این طرح کنسل گردید.